# Winicjusz Narojek
Winicjusz Narojek (ur. 21 stycznia 1934 w Brześciu, zm. 3 września 1995 w Warszawie) – polski socjolog, prof. dr hab.

## Życiorys
Był synem Piotra Narojka i Eleonory Narojek, z d. Goehrler. W okresie II wojny światowej mieszkał z rodzicami w Krześlinie, po wojnie w Siedlcach, Wrocławiu i od 1951 w Warszawie. Przewlekłe choroby (cukrzyca i gruźlica) utrudniły mu edukację. Dopiero w 1957 zdał maturę w liceum ogólnokształcącym dla pracujących. W tym samym roku rozpoczął studia socjologiczne na Uniwersytecie Warszawskim, które ukończył w 1963. Następnie otrzymał stypendium doktorskie, po czym został zatrudniony w Katedrze Socjologii II, później przekształconej w Katedrę Socjologii Ogólnej UW. Tam w 1965 obronił pracę doktorską System władzy w mieście. Studium monograficzne napisaną pod kierunkiem Zygmunta Baumana. Praca ta otrzymała II nagrodę Polskiego Towarzystwa Socjologicznego za doktorat napisany w latach 1964-1968, a w 1967 ukazała się drukiem pt. System władzy w mieście.
W latach 60. uczestniczył w nieformalnych kręgach dyskusyjnych, podczas których rozważano kwestie polityczno-społeczne związane z przemianami w Polce, Czechosłowacji, Węgrzech i Jugosławii. Od 1969 pracował w Zespole Badań nad Radami Narodowymi w Instytucie Nauk Prawnych Polskiej Akademii Nauk, w 1974 uzyskał w Instytucie Filozofii i Socjologii Polskiej Akademii Nauk stopień doktora habilitowanego (na podstawie pracy Społeczeństwo planujące. Próba socjologii gospodarki socjalistycznej, za którą w 1973 otrzymał Nagrodę im. Stanisława Ossowskiego Polskiego Towarzystwa Socjologicznego) i w tym samym roku rozpoczął pracę w tej placówce. Był sygnatariuszem ogłoszonego w styczniu 1976 Listu 101 przeciwko zmianom w Konstytucji PRL. W związku z tym zaangażowaniem władze PRL utrudniały mu uzyskanie stanowiska docenta. Otrzymał je ostatecznie w 1977.
W 1980 opublikował pracę Społeczeństwo otwartej rekrutacji, w 1982 książkę Struktura społeczna w doświadczeniu jednostki. Ta druga praca otrzymała w 1983 Nagrodę im. Ludwika Krzywickiego przyznawaną przez Wydział I Nauk Społecznych Polskiej Akademii Nauk, została jednak zaatakowana przez socjologów związanych z PZPR (na łamach Studiów Socjologicznych nazwano ją "skandalem wydawniczym"). Krytyka ta oraz problem z cenzurą spowodowały, że jego kolejna książka Perspektywy pluralizmu w upaństwowionym społeczeństwie ukazała się w 1986 w emigracyjnym wydawnictwie Aneks.
W 1987 otrzymał tytuł profesora nadzwyczajnego, w 1990 tytuł profesora zwyczajnego. W 1991 opublikował książkę Socjalistyczne "welfare state". Studium z psychologii społecznej Polski Ludowej. Wobec nasilającej się choroby w 1994 przeszedł na rentę.
Został pochowany na cmentarzu Bródnowskim w Warszawie (kwatera R 108 rząd 2 grób 11).

## Dorobek
Winicjusz Narojek publikował wyniki swoich badań i analiz w latach 1962-1995 w odniesieniu do systemu klasyfikowanego jako autorytarny socjalizm lub realny socjalizm,  także jako system monolityczny. Opisał działanie tego systemu, jego istotę, zakotwiczenie w społeczeństwie i potencjał jego zmiany
Narojek swoje wysiłki skoncentrował na pytaniu jak monolityczne społeczeństwo socjalistyczne w ogóle było możliwe a udzielając nieoczywistych odpowiedzi wskazywał na „[wyłączenie indywidualnych losów spod działania naturalnych praw rządzących życiem społecznym] ale także wyłączenie działań decydentów politycznych spod dyrektywnego/kolektywnego wpływu praw rządzących rynkiem i życiem gospodarczym w ogóle. Oba procesy warunkowały się nawzajem” . Narojek wyszedł daleko poza powierzchowną tezę wskazującą na konflikt między władzą i społeczeństwem, więc diagnozę systemu poprowadził w kierunku „paternalizmu państwowego, w którym ludzie na stanowiskach, występujący w roli dysponentów, występowali równocześnie w roli petentów. Wzajemne stosunki petentów i dysponentów nie były symetryczne, a dostęp do dóbr nosił cechy rozbudowanej gradacji. Paternalizm państwowy był systemem integracji społecznej, co powodowało, że łatwiej było ludziom mobilizować się do buntu niż do rewolucji zasad tego systemu, a władza przeszkadzała przede wszystkim w rozwoju niezależnej inicjatywy społecznej a system jako taki nie pozwalał na uformowanie się w ogóle interesów. Brak w nim było w życiu zbiorowym mechanizmów związanych z rynkiem, własnością prywatną, demokracją, niezależną opinią publiczną i opozycją wobec władzy, niezależnych od niej autorytetów.
Oryginalnym wkładem Narojka w teorię realnego socjalizmu była jego charakterystyka aktywności interesów w mechanizmie władzy . Logika podejmowania decyzji w tym systemie zakłada jednorodność charakteru centralnego decydenta oraz jego skłonność do antycypacji przyszłego stanu rzeczy jako oczywistego. Z jednej strony oznaczało to istnienie warstwy oficjalnej podejmowania decyzji, zakładającej ideologiczny projekt przekształcenia społeczeństwa i jego instytucji, z drugiej napotykało na warstwę podskórną, oznaczającą usankcjonowanie niejasnych, niejawnych interesów grupowych i pozycyjnych.
Włodzimierz Wesołowski podkreśla wyjątkową zdolność Winicjusza Narojka do analizowania związków między totalną organizacją instytucjonalną społeczeństwa a psychikami, indywidualnymi ale bardzo typowymi zachowaniami ludzi w odpowiedzi na systemową presję i ich odpowiedź w postaci walki o autonomię. Nowe, krytyczne stereotypy postrzegania, pojawiąjące się systematycznie, prognozowały, że socjalizm sam z siebie z racji immanentnej właściwości systemu zmierzał do dezorganizacji i rozkładu
Elżbieta Tarkowska doceniła przede wszystkim antropologię Narojka, wskazując w jej obrębie na znaczenie żywiołowych procesów grupotwórczych, tj. kształtowanie się rożnego rodzaju lobbies, podziałów na swoich i obcych, układów patron-klient , powstałych w wyniku ciągłej potrzeby przetrwania w trudnych sytuacji, związanych z ciągłym niedoborem dóbr. Zasługą Narojka było wskazywanie, że będą one przeszkodą w budowaniu nowego ładu społecznego „po socjalizmie”.   Również w ocenie Andrzeja Rycharda Narojek bardzo wcześnie zauważył, że w początkowej fazie transformacji upaństwowionego społeczeństwa była widoczna chęć korzystania z owoców wydajnej gospodarki rynkowej, przy jednoczesnej niezgodzie z jej surowymi zasadami.
Anna Giza uznając wkład Narojka w antropologię realnego socjalizmu przywołuje społeczne dramaty, typowe dla socjalizmu i kapitalizmu, zaobserwowane przez niego jako modele. O ile ten pierwszy, rozgrywając się wokół zawodności centralnego planowania dotyczył odczucia niedoborów rynkowych i reglamentacji swobodnego działania przynosi klimat „duszności”, skrępowania, to ten drugi, oznaczający syndrom społecznej ekspozycji, zależny od mechanizmów rynkowych koncentruje się na odczuwania stałej groźby bezrobocia oraz dużych nierówności społecznych. W miarę upływu czasu, zdaniem Narojka, dojdzie do porzucenia dramatu duszności na rzecz dramatu ekspozycji, co wpłynie na zmiany perspektywy: z indywidualnego sprawstwa na bardziej zagregowane grupowe a nawet klasowe dostrzeganie osobistych niemożności życiowych.
Winicjusz Narojek proponował na podstawie swojej diagnozy systemu nie tylko reformę  możliwą politycznie, ale  też taką , która by godziła na podstawie aksjologicznych wyborów wartości kolektywistyczne z wartościami pluralistycznymi.

## Publikacje
- System władzy w mieście. Studium monograficzne, wyd. Ossolineum, Wrocław 1967
- Budowa społeczeństwa socjalistycznego w perspektywie planów gospodarczych, w: Studia Socjologiczne nr 1(36) (1970)
- Socjologiczno-polityczne aspekty procesu decyzyjnego (na przykładzie decyzji organów terenowych, w: Witold Morawski (red) Kierowanie w społeczeństwie. Analiza socjologiczna, wyd. PWN, Warszawa 1979, s. 459-493
- Społeczeństwo otwartej rekrutacji. Próba antropologii klimatu stosunków międzyludzkich we współczesnej Polsce, wyd. Państwowe Wydawnictwo Naukowe, Warszawa 1980
- Struktura społeczna w doświadczeniu jednostki. Studium z socjologii współczesnego społeczeństwa polskiego, wyd. Państwowy Instytut Wydawniczy, Warszawa 1982
- Perspektywy pluralizmu w upaństwowionym społeczeństwie. Ocena sytuacji na podstawie polskich kryzysów, wyd. Aneks, Londyn 1986
- Szkic założeń reformy politycznej społeczeństwa realnego socjalizmu w: Witold Morawski, Wiesława Kozek (red.) Załamanie porządku etatystycznego, wyd. Uniwersytetu Warszawskiego, Warszawa 1988
- Socjalistyczne „welfare state”. Studium z psychologii społecznej Polski Ludowej, wyd. Państwowe Wydawnictwo Naukowe, Warszawa 1991
- Granice przemian ustrojowych, Życie Warszawy, 46 (1992)
- Tworzenie ładu demokratycznego i rynku: inżynieria społeczna demokratycznej przebudowy, W: Społeczeństwo w transformacji. Ekspertyzy i Studia, Andrzej Rychard, Michał Federowicz (red), wyd. IFiS PAN, Warszawa 1993
- „Socjologia kolejki” i „socjologia targowiska”, w: Elżbieta Tarkowska (red.) Powroty i kontynuacje. Zygmuntowi Baumanowi w darze, wyd. IFiS PAN, Warszawa 1995